# Les Bordes, Saône-et-Loire
Les Bordes este o comună în departamentul Saône-et-Loire, Franța. În 2009 avea o populație de 98 de locuitori.

## Evoluția populației
| An        | 1975 | 1982 | 1990 | 1999 | 2006 | 2009 |
| --------- | ---- | ---- | ---- | ---- | ---- | ---- |
| Populație | 103  | 106  | 93   | 87   | 96   | 98   |